# Protium araguense
Protium araguense är en tvåhjärtbladig växtart som beskrevs av José Cuatrecasas. Protium araguense ingår i släktet Protium och familjen Burseraceae. Inga underarter finns listade i Catalogue of Life.